# Paul Antoine Naudet
Paul Antoine Naudet (Bordeaux, 1859 - Saint-Michel-de-Fronsac, 1929) was een Frans rooms-katholiek priester en promotor van de in de encycliek Rerum Novarum vormgegeven sociale leer van de Katholieke Kerk. 

## Loopbaan
In 1883 werd Naudet tot priester gewijd. Hij onderwees aansluitend vanaf 1890 aan het seminarie in Bordeaux. Hij onderbrak zijn onderwijs in 1891 om aalmoezenier te zijn in het leger. Van 1893 tot 1908 redigeerde hij het tijdschrift »La justice sociale«, van 1894 tot 1896 ook »Le Monde«. Tijdens het pontificaat van Pius X werd Naudet in het kader van het anti-modernisme elke voortzetting van zijn journalistieke werk verboden. Hij continueerde wel zijn sinds 1897 aangenomen onderwijs in de katholieke sociale leer aan het "Collège libre de Sciences sociales" in Parijs.

## Abbé démocrate
De encycliek Rerum Novarum van paus Leo XIII uit 1891 gaf een nieuwe impuls aan een jonge generatie priesters. Deze abbés démocrates (met name Paul Six, Leo Dehon en Jules Auguste Lemire) zetten zich af van de traditioneel monarchistische katholieken. Voor hen was de republiek het kader waarbinnen de Kerk werkt. Bijgevolg werden Naudet en de zijnen bekritiseerd door conservatieve katholieken, die in hen revolutionairen zagen en soms in verband brachten met de Commune van Parijs. Anderzijds werden Naudet en zijn confraters aangevallen door het linkse spectrum, dat antiklerikaal was en elke geestelijke, die zich buiten het traditionele domein van de Kerk waagde, suspect bevond. De acceptatie van de republiek zette echter door en kreeg in 1892 steun van de paus in diens encycliek Au milieu des sollicitudes. Het markeerde het moment waarop de katholieken zich verzoenden met de republiek en tegelijkertijd aanspraak maakten op een actieve rol in de republikeinse maatschappij. Dit betekende niet, dat Naudet zich met de moderne samenleving verzoende. Al in 1893 noemde hij Frankrijk een missioneringsland. Maar het euvel van de anti-christelijke maatschappij lag voor Paul Antoine niet in de revolutie van 1789, maar veeleer in de 19e-eeuwse industrialisering en liberale individualisme. Hij werd onder meer geïnspireerd door corporatistische ideeën van Leo Dehons medewerker Léon Harmel.
De opkomst van de abbés démocrates kreeg rond Rerum Novarum vorm in twee verschijnselen: deelname aan de politiek (bijvoorbeeld parlementslid J.-A. Lemire) en deelname aan de pers. Exponenten van deze katholieke pers waren Marc Sangnier met Le Sillon en Paul Antoine Naudet met zijn blad La justice sociale. Naudet heeft zich in zijn werk aan het toenmalige antisemitisme onttrokken, dat in de Dreyfus-affaire een climax bereikte en uiteindelijk ook leidde tot de antiklerikale wetten van Emile Combes (1903) en de scheiding van Kerk en staat (1904). Naudet heeft een omvangrijk werk nagelaten.

## Werken
- Une âme de prêtre, histoire intime: l'abbé C.-A. Estève, du clergé de Bordeaux, Paris 1893
- Le Pèlerinage de saint Silvain à Noyers, Saint-Amand (Cher) 1893
- Notre oeuvre sociale. Avec une préface de l'abbé Lemire, Bordeaux 1894
- Mes souvenirs, Paris 1895
- Vers l'avenir, Paris 1896
- Premiers principes de sociologie catholique, in: Science et réligion. Études pour le temps présent, Paris 1899
- Notre devoir social, questions pratiques de morale individuelle et sociale, Paris 1899
- Le christianisme social, propriété, capital et travail, Paris 1898
- La Démocratie et les démocrates chrétiens, Paris 1900
- Pourquoi je suis catholique. Discours prononcé à Orléans au Nouveau Cirque, Paris 1901
- Pour la femme, études féministes, Paris 1903
- Pourquoi les catholiques ont perdu la bataille, 1904
- Nos livres saints. Lettres à un intellectuel, Paris 1906
- Dieu ne meurt pas! Réponse à M. Viviani, ministre du Travail, discours prononcé le 3 décembre 1906, à Paris, dans la réunion publique organisée par le comité des Conférenciers républicains démocrates, Paris 1907;
- Le Libéralisme religieux, 1915
- La Valeur humaine des Saints. Saint François d'Assise, Paris 1921
- La Valeur humaine des saints. »La Chère sainte« Elisabeth de Hongrie, Paris 1922
- La Valeur humaine des saints. Saint Vincent de Paul (1576-1660), Paris 1923;
- La Valeur humaine des saints. Saint Jean de Dieu (1495-1550), Paris 1924;
- La Valeur humaine des saints. Saint Jean-Baptiste de la Salle (1651-1719), Paris 1926
- La Vie chrétienne, petits prônes et instructions pratiques, Paris 1926.

- Bibliothèque nationale de France: cb12379249g (data)
- International Standard Name Identifier: 0000 0000 7979 4325
- Nederlandse Thesaurus van Auteursnamen: 071394915
- Istituto Centrale per il Catalogo Unico: CUBV118714
- Système universitaire de documentation: 11258022X
- Virtual International Authority File: 89257010
- WorldCat: E39PBJfX483bYYTdfKc9Cvx4bd